# Wargame
Een wargame is een spelgenre waarin de spelers militaire operaties uitvoeren, al dan niet gebaseerd op historische gebeurtenissen. 

## Vormen
Wargames komen in verscheidene vormen en formaten: bordspellen, kaartspelen, tabletopspelen en computerspellen. Ook worden wargames via de post (Play by mail),  e-mail (Play by e-mail), of via het internet gespeeld. Wanneer het begrip ruim opgevat wordt kan een spel als schaken ook een wargame genoemd worden, maar in de praktijk onderscheiden wargames zich doordat ze uitgebreider en realistischer zijn dan een abstract spel als schaken. Vaak hebben wargames een historische setting, al bestaan er ook wargames met een sciencefiction- of fantasysetting.

## Toepassing
Een wargame kan een oefening zijn voor professionele legers, waarbij dan voornamelijk commando- en communicatiestructuren getest worden. Dergelijke grootschalige wargames worden tegenwoordig meestal uitgevoerd met behulp van uitgebreide informaticasystemen. Ook binnen het bedrijfsleven is het wargamen (alhoewel men dan eerder spreekt van business games) bekend. Hierbij worden dan vooral de strategie en de operationele plannen uitvoerig getest. 
Om het onderscheid te maken met wargames als gezelschapsspel wordt er dan ook soms gesproken over professional wargaming en hobby wargaming.

## Bordspelen
Bordspelen als Risk, Stratego, Diplomacy of Axis and Allies zijn de eenvoudigste wargames. Spellen zoals schaak worden omwille van hun abstracte aard vaak niet als een wargame beschouwd, niettegenstaande hun oorsprong misschien wel een militaire aspecten laat vermoeden. 
Avalon Hill uit de VS gaf vanaf het midden van de twintigste eeuw tot de overname door Hasbro een groot aantal bordspelen uit in bijna elke historische periode, die gekenmerkt waren door uitgebreide en in sommige gevallen zeer complexe spelregels (bijvoorbeeld Squad Leader, Rise and Decline of the Third Reich, The Russian Campaign, Afrika Korps). Dit type spel gebruikt kartonnen speelstukjes voor de militaire eenheden (Eng: counters), die geplaatst en bewogen worden op een kaart die ingedeeld in zeshoeken. Vandaar ook wel de benaming hex-and-counter wargames. 
Op dit ogenblik (2012) zijn GMT Games en Multi-Man Publishing (v/h The Gamers) enkele bekende uitgevers van dit type bordspel. De laatste jaren zijn ook lichtere wargames populair, zoals Memoir'44 (uitgever Days of Wonder) of Battlelore (uitgever Fantasy Flight Games).

## Tabletop wargaming of miniature wargaming
Tabletop wargaming (Engels: miniature wargaming) wordt gespeeld met miniaturen of speelgoedsoldaatjes op een groot speloppervlak, meestal een tafel. Deze spelvorm komt voort uit militaire simulaties, waaronder het negentiende-eeuwse Kriegsspiel, dat gebruikt werd om officieren te trainen in het Pruisische leger.
De schrijver H.G. Wells publiceerde de boeken Floor Games (1911) en Little Wars (1913), en was de eerste die wargaming als een 'hobby' beschouwde en erover publiceerde. Er zijn echter wargames met speelgoedsoldaatjes bekend die gespeeld werden op het einde van de 19de eeuw.
Vanaf de jaren 1960 geeft de Engelse War Games Research Group regels uit voor bijna elk tijdperk. Het aantal regelsets, schalen en periodes is sindsdien alleen maar toegenomen, en beperkt zich lang niet tot enkel historische periodes. Ook fantasy en science fiction komen vaak aan bod als onderwerpen voor miniature wargames.
Games Workshop is een bekende commerciële producent van miniature wargames, met de spellen uit de Warhammer-reeks als meest bekende titels.
Omdat miniature wargaming gespeeld wordt met speelgoedsoldaatjes op een nagebouwd slagveld met huisjes, bomen, heuvels e.d., is het modelbouwaspect bij miniature wargaming dan ook steeds prominent aanwezig.

## Computer wargaming
In het geval van computerspellen worden deze spellen vaak online gespeeld tegen veel ander spelers (vaak duizenden). Iedere speler heeft een leger of een enkel personage ter beschikking dat hij kan bewapenen en besturen. Het doel van een wargame is vaak de sterkste speler te worden.